# Вукојевци
Вукојевци су насељено место у саставу града Нашица у Осјечко-барањској жупанији, Република Хрватска.

## Историја
До територијалне реорганизације у Хрватској налазили су се у саставу старе општине Нашице.

## Становништво
На попису становништва 2011. године, Вукојевци су имали 914 становника.

## Попис1991.
На попису становништва 1991. године, насељено место Вукојевци је имало 983 становника, следећег националног састава:
| Попис 1991.‍  | Попис 1991.‍  | Попис 1991.‍ | Попис 1991.‍ | Попис 1991.‍ |
| ------------ | ------------ | ----------- | ----------- | ----------- |
|              |              |             |             |             |
| Хрвати       | Хрвати       |             | 930         | 94,60%      |
| Срби         | Срби         |             | 7           | 0,71%       |
| Муслимани    | Муслимани    |             | 6           | 0,61%       |
| Словаци      | Словаци      |             | 5           | 0,50%       |
| Југословени  | Југословени  |             | 4           | 0,40%       |
| неопредељени | неопредељени |             | 2           | 0,20%       |
| непознато    | непознато    |             | 29          | 2,95%       |
| укупно: 983  |              |             |             |             |